# John Slattery
John M. Slattery Jr. (sinh ngày 13 tháng 8 năm 1962) là nam diễn viên, đạo diễn người Mỹ. Ông được biết đến qua vai Roger Sterling trong sê-ri Mad Men. Trong vũ trụ Điện ảnh Marvel, Slattery vào vai Howard Stark ở các phim Iron Man 2, Ant-Man, và Captain America: Civil War và Avengers: End Game 2018. Ông đã nhận được 4 đề cử giải Primetime Emmy cho phim Mad Men.